# 휴면

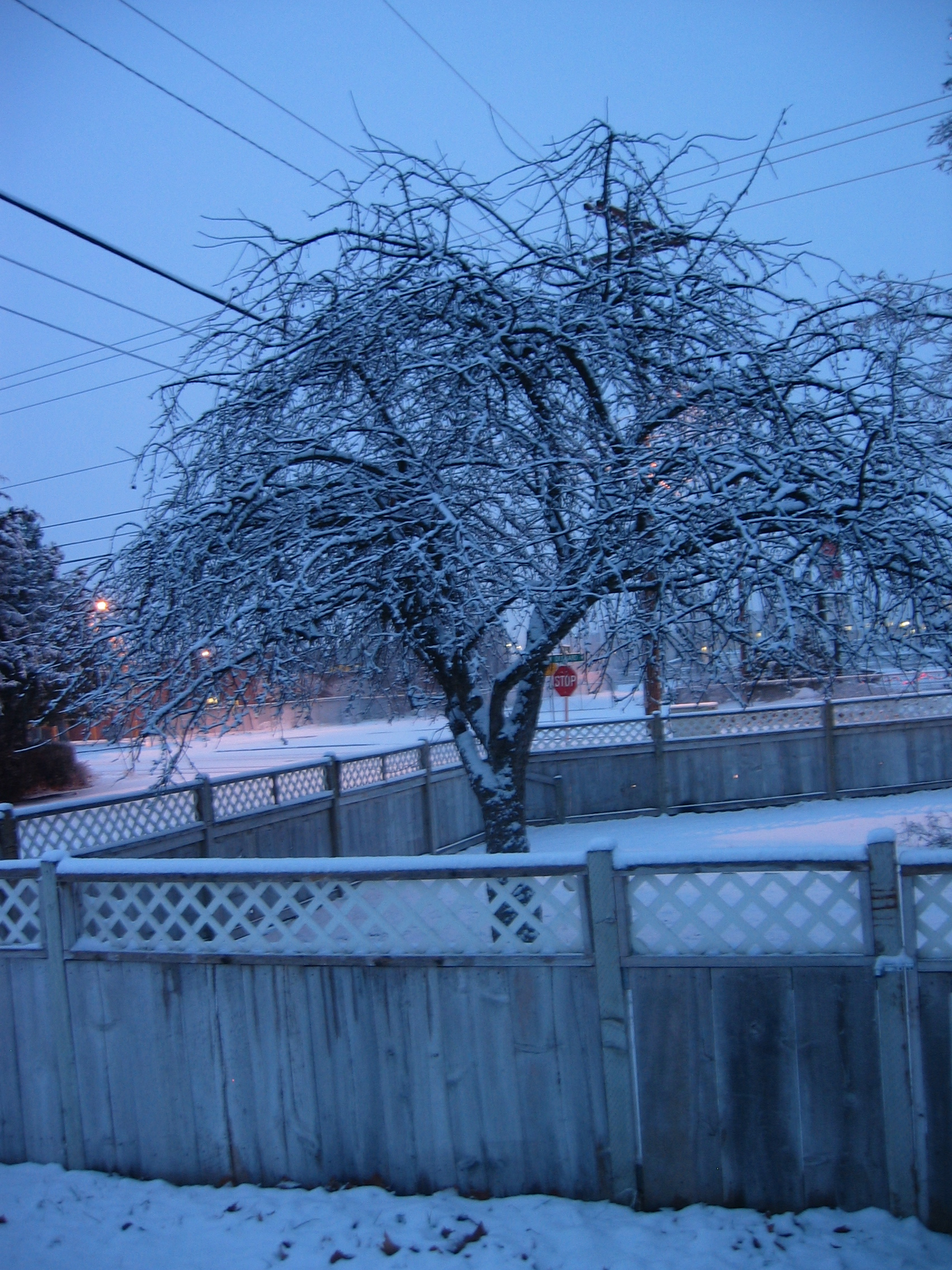

휴면(休眠, 문화어: 잠자기)은 생물의 활동 또는 생장이 일시적으로 정지되는 것을 말한다. 잠시 죽어있다고도 말할 수 있다. 겨울철의 휴면을 동면, 여름철의 휴면을 하면이라고 한다. 이것은 동물과 식물에서 모두 찾아볼 수 있다. 휴면은 환경 조건과 직결되는 경향이 있다.

## 동물

### 겨울잠
겨울잠은 많은 동물이 겨울 동안 추위와 먹이 부족을 피할 수 있는 매커니즘이다. 동물은 늦은 여름과 가을 동안 지방 조직을 모아서 겨울잠을 잘 준비를 한다. 동물이 겨울잠을 자는 동안 심장 박동수가 감소하고 체온이 내려간다.

### 휴면
휴면은 동물의 유전자형이 미리 정하는 예측 전략이다.

### 여름잠
하면이라고도 불리는 여름잠은 매우 덥거나 건조한 지역에서 필수적인 휴면의 예이다. 그것은 정원 달팽이 및 지렁이 같은 무척추 동물에서 일반적으로 나타나지만 폐어와 같은 다른 동물에서도 찾아볼 수 있다.

### 개구리형 휴면
휴면은 개구리형 겨울잠과 비슷한 예이다. 그것은 관련 신진 대사에서 겨울잠과 다르다. 
파충류는 일반적으로 늦은 가을에 휴면하기 시작한다. 파충류는 수시로 물을 마시기 위해 깨어나고 "휴면"상태로 돌아간다. 파충류는 먹이를 먹지 않고 수개월 동안 견딜수있다. 파충류는 겨울잠을 자기 전에 먹이를 평소보다 더 많이 먹지만 기온이 내려가면 먹이를 덜 먹는다. 그러나, 파충류는 수분 섭취가 필요하다. 태어나서 1년동안, 대부분의 작은 파충류는 깊은 겨울잠을 자지 않지만, 활동이 둔해지고 먹이를 적게 먹는다. 

## 같이 보기
- 겨울잠
- 토포
- 생물
  - 미시시피붉은귀거북
  - 비단거북

## 참조
1. ↑  휴면

## 참고 자료
- Bewley, J. D. and Black, M. (1994). Seeds: physiology of development and germination, 2nd edn. NewYork, London: Plenum Press.